# Mistrzostwa Świata w Lekkoatletyce 2011 – bieg na 100 m kobiet
Bieg na 100 m kobiet – jedna z konkurencji rozgrywanych podczas lekkoatletycznych mistrzostw świata na Daegu Stadium w Daegu. 
Obrończynią tytułu mistrzowskiego z 2009 roku była Jamajka Shelly-Ann Fraser.

## Terminarz
| Data        | Godzina |               |
| ----------- | ------- | ------------- |
| 27 sierpnia | 11:30   | Preeliminacje |
| 28 sierpnia | 12:10   | Eliminacje    |
| 29 sierpnia | 19:30   | Półfinał      |
| 29 sierpnia | 21:45   | Finał         |

## Rekordy
Tabela prezentuje rekord świata, rekordy poszczególnych kontynentów, mistrzostw świata, a także najlepszy rezultat na świecie w sezonie 2011 przed rozpoczęciem mistrzostw.
|                                                | Zawodnik                 | Wynik | Miejsce                    | Data                      |
| ---------------------------------------------- | ------------------------ | ----- | -------------------------- | ------------------------- |
| Rekord świata                                  | Florence Griffith-Joyner | 10,49 | Indianapolis               | 16 lipca 1988(dts)        |
| Listy światowe                                 | Carmelita Jeter          | 10,70 | Eugene                     | 4 czerwca 2011(dts)       |
| Rekord mistrzostw świata                       | Marion Jones             | 10,70 | Sewilla                    | 22 sierpnia 1999(dts)     |
| Rekord Afryki                                  | Glory Alozie             | 10,90 | San Cristóbal de La Laguna | 5 czerwca 1999(dts)       |
| Rekord Azji                                    | Li Xuemei                | 10,99 | Szanghaj                   | 18 października 1987(dts) |
| Rekord Ameryki Północnej, Środkowej i Karaibów | Florence Griffith-Joyner | 10,49 | Indianapolis               | 16 lipca 1988(dts)        |
| Rekord Ameryki Południowej                     | Ana Claudia da Silva     | 11,15 | São Paulo                  | 4 września 2010(dts)      |
| Rekord Europy                                  | Christine Arron          | 10,73 | Budapeszt                  | 19 sierpnia 1998(dts)     |
| Rekord Australii i Oceanii                     | Melinda Gainsford-Taylor | 11,12 | Sestriere                  | 31 lipca 1994(dts)        |

## Rezultaty

### Preeliminacje
Preeliminacje odbyły się 27 sierpnia. Wystartowało w niej 36 zawodniczek, którzy zostali zgłoszeni do zawodów. Bezpośrednio do pierwszej rundy awansowały trzy najlepsze zawodniczki każdego z 5 biegów (Q) oraz czterech zawodników z najlepszymi czasami, którzy zajęli miejsca gorsze niż trzecie (q). 

#### Bieg 1
Wiatr: -0,1 m/s
Godzina: 11:30 (UTC+9)
| Poz. | Zawodnik               | Narodowość | Tor | Reakcja | Rezultat | Uwagi                     |
| ---- | ---------------------- | ---------- | --- | ------- | -------- | ------------------------- |
| 1    | Kaina Martinez         | Belize     | 4   | 0,217   | 12,14    | Q,                        |
| 2    | Joanne Pricilla Loutoy | Seszele    | 3   | 0,207   | 12,29    | Q,                        |
| 3    | Lovelite Detenamo      | Nauru      | 8   | 0,224   | 12,63    | Q,                        |
| 4    | Shinelle Proctor       | Anguilla   | 7   | 0,212   | 12,89    | Rekord życiowy            |
| 5    | Chandra Kala Thapa     | Nepal      | 5   | 0,169   | 13,17    | Najlepszy wynik w sezonie |
| 6    | Boudsadee Vongdala     | Laos       | 1   | 0,440   | 13,56    | Najlepszy wynik w sezonie |
| 7    | Kabotaake Romeri       | Kiribati   | 6   | 0,389   | 13,71    | Rekord życiowy            |
|      | Youlia Camara          | Gwinea     | 2   |         | DQ       |                           |

#### Bieg 2
Wiatr: -0,5 m/s
Godzina: 11:36 (UTC+9)
| Poz. | Zawodnik          | Narodowość                        | Tor | Reakcja | Rezultat | Uwagi          |
| ---- | ----------------- | --------------------------------- | --- | ------- | -------- | -------------- |
| 1    | Delphine Atangana | Kamerun                           | 1   | 0,162   | 11,57    | Q              |
| 2    | Feta Ahamada      | Komory                            | 4   | 0,186   | 12,27    | Q,             |
| 3    | Diane Borg        | Malta                             | 2   | 0,161   | 12,29    | Q              |
| 4    | Gloria Diogo      | Wyspy Świętego Tomasza i Książęca | 5   | 0,222   | 12,52    | q,             |
| 5    | Djénébou Danté    | Mali                              | 6   | 0,275   | 12,62    | q,             |
| 6    | Maysa Rejepova    | Turkmenistan                      | 3   | 0,188   | 13,43    | Rekord życiowy |
| 7    | Mihter Wendolin   | Mikronezja                        | 7   | 0,240   | 14,69    |                |

#### Bieg 3
Wiatr: 1,8 m/s
Godzina: 11:42 (UTC+9)
| Poz. | Zawodnik              | Narodowość     | Tor | Reakcja | Rezultat | Uwagi          |
| ---- | --------------------- | -------------- | --- | ------- | -------- | -------------- |
| 1    | Phobay Kutu-Akoi      | Liberia        | 6   | 0,178   | 11,62    | Q              |
| 2    | Vladislava Ovcharenko | Tadżykistan    | 3   | 0,236   | 12,26    | Q              |
| 3    | Patricia Taea         | Wyspy Cooka    | 2   | 0,147   | 12,44    | Q,             |
| 4    | Pollara Cobb          | Guam           | 5   | 0,169   | 12,64    | q              |
| 5    | Nafissa Souleymane    | Niger          | 7   | 0,225   | 12,74    | Rekord życiowy |
| 6    | Joycelyn Taurikeni    | Wyspy Salomona | 4   | 0,187   | 13,16    | Rekord życiowy |
| 7    | Rubie Joy Gabriel     | Palau          | 1   | 0,197   | 13,48    | Rekord życiowy |

#### Bieg 4
Wiatr: 1,8 m/s
Godzina: 11:48 (UTC+9)
| Poz. | Zawodnik           | Narodowość                    | Tor | Reakcja | Rezultat | Uwagi                     |
| ---- | ------------------ | ----------------------------- | --- | ------- | -------- | ------------------------- |
| 1    | Jung Hye-lim       | Korea Południowa              | 4   | 0,161   | 11,90    | Q                         |
| 2    | Liao Ching-hsien   | Chińskie Tajpej               | 5   | 0,177   | 11,98    | Q                         |
| 3    | Alda Paulo         | Angola                        | 6   | 0,206   | 12,85    | Q,                        |
| 4    | Maguy Safi Makanda | Demokratyczna Republika Konga | 7   | 0,224   | 13,05    | Rekord życiowy            |
| 5    | Asenate Manoa      | Tuvalu                        | 3   | 0,204   | 13,92    |                           |
| 6    | Megan West         | Samoa Amerykańskie            | 4   | 0,204   | 13,95    | Rekord życiowy            |
| 7    | Bonko Camara       | Mauretania                    | 1   | 0,146   | 14,05    | Najlepszy wynik w sezonie |

#### Bieg 5
Wiatr: -1,3 m/s
Godzina: 11:54 (UTC+9)
| Poz. | Zawodnik                     | Narodowość         | Tor | Reakcja | Rezultat | Uwagi          |
| ---- | ---------------------------- | ------------------ | --- | ------- | -------- | -------------- |
| 1    | Norjannah Hafiszah Jamaludin | Malezja            | 1   | 0,171   | 12,06    | Q              |
| 2    | Anatercia Quive              | Mozambik           | 4   | 0,188   | 12,31    | Q              |
| 3    | Martina Pretelli             | San Marino         | 5   | 0,188   | 12,47    | Q,             |
| 4    | Iwana Rożman                 | Macedonia Północna | 7   | 0,186   | 12,48    | q              |
| 5    | Yvonne Bennett               | Mariany Północne   | 2   | 0,154   | 12,78    |                |
| 6    | Susan Tama                   | Vanuatu            | 6   | 0,235   | 13,29    | Rekord życiowy |
| 7    | Bonko Camara                 | Tonga              | 3   | 0,173   | 13,73    |                |

### Eliminacje

#### Bieg 1
Godzina: 12:10
| Miejsce | Zawodnik          | Rezultat | Uwagi          |
| ------- | ----------------- | -------- | -------------- |
| 1       | Carmelita Jeter   | 11,21    | Q              |
| 2       | Sheniqua Ferguson | 11,36    | Q              |
| 3       | Jeanette Kwakye   | 11,42    | Q              |
| 4       | Nelkis Casabona   | 11,47    |                |
| 5       | Marta Jeschke     | 11,73    |                |
| 6       | Liao Ching-hsien  | 12,16    |                |
| 7       | Kaina Martinez    | 12,18    |                |
| 8       | Pollara Cobb      | 12,55    | Rekord życiowy |

#### Bieg 2
Godzina: 12:18
| Miejsce | Zawodnik               | Rezultat | Uwagi |
| ------- | ---------------------- | -------- | ----- |
| 1       | William Collazo        | 11,13    | Q     |
| 2       | Ruddy Zang Milama      | 11,20    | Q     |
| 3       | Ezinne Okparaebo       | 11,21    | Q,    |
| 4       | Semoy Hackett          | 11,27    | q     |
| 5       | Andreea Ograzeanu      | 11,47    |       |
| 6       | Phobay Kutu-Akoi       | 11,61    |       |
| 7       | Joanne Pricilla Loutoy | 12,35    |       |
| 8       | Iwana Rożman           | 12,44    |       |

#### Bieg 3
Godzina: 12:26
| Miejsce | Zawodnik          | Rezultat | Uwagi        |
| ------- | ----------------- | -------- | ------------ |
| 1       | Iwet Łałowa       | 11,10    | Q            |
| 2       | Oludamola Osayomi | 11,15    | Q            |
| 3       | Michelle-Lee Ahye | 11,20    | Q,           |
| 4       | Laura Turner      | 11,45    |              |
| 5       | Go‘zal Xubbiyeva  | 11,46    |              |
| 6       | Yomara Hinestroza | 11,57    |              |
| 7       | Martina Pretelli  | 12,28    | Rekord kraju |
| 8       | Patricia Taea     | 12,63    |              |

#### Bieg 4
Godzina: 12:34
| Miejsce | Zawodnik           | Rezultat | Uwagi |
| ------- | ------------------ | -------- | ----- |
| 1       | Kelly-Ann Baptiste | 11,27    | Q     |
| 2       | Chisato Fukushima  | 11,35    | Q     |
| 3       | Rosângela Santos   | 11,38    | Q     |
| 4       | Mikele Barber      | 11,40    |       |
| 5       | Anyika Onuora      | 11,41    |       |
| 6       | Delphine Atangana  | 11,56    |       |
| 7       | Anatercia Quive    | 12,40    |       |
| 8       | Alda Paulo         | 13,02    |       |

#### Bieg 5
Godzina: 12:42
| Miejsce | Zawodnik          | Rezultat | Uwagi          |
| ------- | ----------------- | -------- | -------------- |
| 1       | Blessing Okagbare | 11,10    | Q              |
| 2       | Shelly-Ann Fraser | 11,13    | Q              |
| 3       | Ana Claudia Silva | 11,27    | Q              |
| 4       | Inna Eftimowa     | 11,36    |                |
| 5       | Olga Bludova      | 11,63    |                |
| 6       | Diane Borg        | 12,22    |                |
| 7       | Lovelite Detenamo | 12,51    | Rekord życiowy |
|         | Natasha Mayers    | DNS      |                |

#### Bieg 6
Godzina: 12:50
| Miejsce | Zawodnik        | Rezultat | Uwagi |
| ------- | --------------- | -------- | ----- |
| 1       | Myriam Soumaré  | 11,12    | Q     |
| 2       | Marshevet Myers | 11,16    | Q     |
| 3       | Ołesia Powch    | 11,26    | Q     |
| 4       | Jura Levy       | 11,34    | q     |
| 5       | Leena Günther   | 11,36    |       |
| 6       | Jung Hye-lim    | 11,88    |       |
| 7       | Feta Ahamada    | 12,22    |       |
| 8       | Gloria Diogo    | 12,46    |       |

#### Bieg 7
Godzina: 12:58
| Miejsce | Zawodnik                     | Rezultat | Uwagi          |
| ------- | ---------------------------- | -------- | -------------- |
| 1       | Veronica Campbell-Brown      | 11,19    | Q              |
| 2       | Véronique Mang               | 11,20    | Q              |
| 3       | Aleksandra Fedoriwa          | 11,28    | Q,             |
| 4       | Yasmin Kwadwo                | 11,29    | q,             |
| 5       | Natalija Pohrebniak          | 11,34    |                |
| 6       | Norjannah Hafiszah Jamaludin | 11,74    |                |
| 7       | Vladislava Ovcharenko        | 12,24    |                |
| 8       | Djénébou Danté               | 12,32    | Rekord życiowy |

### Półfinał

#### Bieg 1
Godzina: 19:30
| Miejsce | Zawodnik          | Rezultat | Uwagi |
| ------- | ----------------- | -------- | ----- |
| 1       | Kerron Stewart    | 11,26    | Q     |
| 2       | Marshevet Myers   | 11,38    | Q     |
| 3       | Myriam Soumaré    | 11,47    |       |
| 4       | Ezinne Okparaebo  | 11,48    |       |
| 5       | Michelle-Lee Ahye | 11,48    |       |
| 6       | Jeanette Kwakye   | 11,48    |       |
| 7       | Yasmin Kwadwo     | 11,54    |       |
| 8       | Oludamola Osayomi | 11,58    |       |

#### Bieg 2
Godzina: 19:38
| Miejsce | Zawodnik                | Rezultat | Uwagi |
| ------- | ----------------------- | -------- | ----- |
| 1       | Shelly-Ann Fraser       | 11,03    | Q     |
| 2       | Veronica Campbell-Brown | 11,06    | Q     |
| 3       | Blessing Okagbare       | 11,22    | q     |
| 4       | Semoy Hackett           | 11,35    |       |
| 5       | Ruddy Zang Milama       | 11,43    |       |
| 6       | Ołesia Powch            | 11,48    |       |
| 7       | Sheniqua Ferguson       | 11,59    |       |
| 8       | Rosângela Santos        | 11,61    |       |

#### Bieg 3
Godzina: 19:46
| Miejsce | Zawodnik            | Rezultat | Uwagi |
| ------- | ------------------- | -------- | ----- |
| 1       | Carmelita Jeter     | 11,02    | Q     |
| 2       | Kelly-Ann Baptiste  | 11,05    | Q     |
| 3       | Iwet Łałowa         | 11,23    | q     |
| 4       | Véronique Mang      | 11,44    |       |
| 5       | Jura Levy           | 11,53    |       |
| 6       | Aleksandra Fedoriwa | 11,54    |       |
| 7       | Ana Claudia Silva   | 11,55    |       |
| 8       | Chisato Fukushima   | 11,59    |       |

### Finał
| Poz. | Zawodnik                | Reprezentacja     | Czas  | Uwagi |
| ---- | ----------------------- | ----------------- | ----- | ----- |
|      | Carmelita Jeter         | Stany Zjednoczone | 10,90 |       |
|      | Veronica Campbell-Brown | Jamajka           | 10,97 |       |
|      | Kelly-Ann Baptiste      | Trynidad i Tobago | 10,98 |       |
| 4    | Shelly-Ann Fraser       | Jamajka           | 10,99 |       |
| 5    | Blessing Okagbare       | Nigeria           | 11,12 |       |
| 6    | Kerron Stewart          | Jamajka           | 11,15 |       |
| 7    | Iwet Łałowa             | Bułgaria          | 11,27 |       |
| 8    | Marshevet Myers         | Stany Zjednoczone | 11,33 |       |